# Aleochara rufonigra
Aleochara rufonigra är en skalbaggsart som beskrevs av Jan Klimaszewski 1984. Aleochara rufonigra ingår i släktet Aleochara och familjen kortvingar. Inga underarter finns listade i Catalogue of Life.